# Josip Vandot
Josip Vandot (Borovška Vas, Kranjska Gora, 15. siječnja 1884. – Trnjanski Kuti, Hrvatska, 11. srpnja 1944.), bio je slovenski pisac za djecu i omladinu. Pisao je pjesme, crtice i pripovijetke.

## Životopis
Josip Vandot je rođen 15. siječnja 1884, u Borovškoj Vasi, u Kranjskoj Gori, tada u Austro-Ugarskoj, danas u Sloveniji. U obitelji njegovog oca, upravitelja male željezničke postaje, bilo je dvanaestoro djece. Kao dječak, Josip je pomagao pastirima da napasu stoku po okolnim pašnjacima. Po vlastitim riječima, još od malena bio je opčinjen planinama, volio je pjesme, a kod kuće je od majke slušao o hrabrom Kekecu, zlom Bedancu i druge priče. Nakon osnovne škole završio je gimnaziju u Novom Mestu. Ljepota planinskog okruženja u kojem je odrastao potakla ga je da u sedamnaestoj godini počne pisati pjesme. Nakon gimnazije, želio je studirati medicinu, ali kako ga roditelji nisu mogli izdržavati, zaposlio se na željeznici. Službujući na željeznici, često se selio po Koruškoj, Štajerskoj, Primorskoj – slovenskom primorju i Hrvatskoj. Nikada se nije mogao pomiriti s tim da mu naporni radni dan ne ostavlja nimalo vremena za stvaranje pa je tražio prijevremeno umirovljenje, nakon kojeg je od 1922. godine živio u Ljubljani i posvetio se pisanju. Josip Vandot je surađivao s tadašnjim listovima i časopisima za djecu i omladinu gdje su, između ostalog, u nastavcima izašle tri njegove priče koje su ga proslavile:
- Kekec na zlom putu (Kekec na hudi poti, 1918.)
- Kekec na vučjem tragu (Kekec na volčji sledi, 1922.) i
- Kekec iznad samotnog ponora (Kekec nad samotnim breznom, 1924.).

Kekec je veseli pastir, vješt i neustrašiv koji se u svojim avanturama suočava s brojnim opasnostima. Pored pojedinih Kekečevih nevjerojatnih i bajkovitih avantura i junaštva, Vandot se trudio da opiše realni život jednog pastira, tako da Kekec postaje pravi simbol snalažljivosti, smjelosti i poštenja. U pričama o Kekecu jasno se prepoznaje Vandotov prekrasni rodni kraj - Kranjska Gora, dolina Tamar i rječica Pišnica sa svojim surovim kanjonom. Tijekom Drugog svjetskog rata, 1941. godine Nijemci su mnoge slovenske domoljube deportirali u Srbiju i Hrvatsku. Tada je i Vandot s obitelji deportiran u okolinu Slavonskog Broda gdje je i poginuo tijekom savezničkog bombardiranja 1944. godine. Vandotove knjige doživjele su brojna izdanja, ali tek poslije piščeve smrti. Tome su najviše doprinijeli filmovi o Kekecu koje je snimio Jože Gale. Snimljena su tri filma:
- Kekec (Kekec, 1951.)[1]
- Sretno, Kekec (Srečno, Kekec, 1963.)[2])[2] - prvi slovenski film u boji i
- Kekečeve smicalice (Kekčeve ukane, 1968.)[3]